# Hakusan
Hakusan (白山市, Hakusan-shi) é uma cidade japonesa localizada na província de Ishikawa.
Em 2007 a cidade tinha uma população estimada em 110 313 habitantes e uma densidade populacional de 146,1 h/km². Tem uma área total de 755,17 km².
Recebeu o estatuto de cidade a 1 de Fevereiro de 2005.

## Cidades-irmãs
- Columbia, EUA
- Beaugency, França
- Liyang, China
- Raunheim, Alemanha
- Boston, Reino Unido
- Penrith, Austrália